# رنه بلانکار
رنه بلانکار (فرانسوی: René Blancard‎؛ ‏ ۱۲ مارس ۱۸۹۷ – ۵ نوامبر ۱۹۶۵) بازیگر اهل کشور فرانسه بود.
از فیلم‌ها یا برنامه‌های تلویزیونی که وی در آن نقش داشته‌است، می‌توان به بل و سباستین، گرفتن یک دزد، حقیقت، قاتل در شماره ۲۱ زندگی می‌کند و ناپلئون اشاره کرد.